# 乳糜管
乳糜管（にゅうびかん）は小腸の絨毛にあって食物中の脂肪を吸収するリンパ管である。
乳糜管で脂肪がリンパと混ざり合い乳白色になったものを乳糜と呼ぶ。乳糜管はより大きなリンパ管に合流し、脂肪はそこから胸管に運ばれさらに左鎖骨下静脈へ移される。
このとき脂肪はカイロミクロン（キロミクロン、乳糜状脂粒）の形で血液中に存在し、血液中でカイロミクロンはリポタンパクリパーゼにより脂肪分解される。やがて十分な量の脂肪が失われそこへさらにアポリポタンパク質がくわわると、カイロミクロンレムナント（カイロミクロン残留物）と呼ばれる粒子となり肝臓に取り込まれる。肝臓からは、カイロミクロンレムナントから放出された脂肪がトリグリセリドとなって超低比重リポタンパク（VLDL）を構成し、血液中に再還流される。このVLDLがさらに血中リポタンパクリパーゼによる脂肪分解を受け体中のあらゆる組織に脂肪が運ばれ、また特にこのとき放出された脂肪酸はトリグリセリドの形で脂肪組織に蓄えられる。VLDLからトリグリセリドが失われるとリポタンパク粒子はサイズが小さく（タンパク質は脂肪より比重が大きいため）比重が大きくなり、最終的には低比重リポタンパク（LDL）になる。LDLはアテローム発生性を持つと考えられているため多くの研究論文が書かれている。
小腸からの他の吸収経路と比較すると、リンパ系による経路では代謝の最初の段階を欠いていることに注意。